# Palais Jablonowski (Varsovie)
Le palais Jablonowski (en polonais Pałac Jabłonowskich) est un palais construit au XVIIIe siècle. Il est situé au n°14/16 rue Senatorska, dans l'arrondissement de Śródmieście (Centre-ville) à Varsovie. Il a été érigé au XVIIIe siècle, détruit pendant la Seconde Guerre mondiale et reconstruit entre 1995 et 1997.

## Histoire
De 1817 à 1819, l'ancien palais Jabłonowski a été transformé en mairie de Varsovie par Friedrich Albert Lessel. En 1863, lors de l’insurrection de Janvier, le palais a été détruit par un incendie. La reconstruction dans le style néo-Renaissance a eu lieu dans les années 1864-1868 selon un projet de Józef Orłowski.
Après les destructions pendant la Seconde Guerre mondiale, les ruines calcinées du palais ont été démolies en 1952. Au tournant des années 1989 et 1990, il a été décidé de reconstruire la façade nord de la place du Théâtre. Dans les années 1995-1997, le bâtiment du palais a été reconstruit pour devenir le siège de la Banque de développement des exportations et de la Citibank.